# Корпусні меблі
Корпусні меблі — це вид меблів, який складається з жорстких, нерухомих елементів (корпусів), з'єднаних між собою. Основною особливістю таких меблів є наявність каркасу (корпусу), який забезпечує міцність та стійкість конструкції. До корпусних меблів відносяться шафи, стелажі, комоди, кухонні гарнітури, тумбочки та інші предмети меблів, які мають жорстку основу та зберігають свою форму.
Елементи корпусних меблів зазвичай виготовляються з деревинно-стружкових плит (ДСП), деревоволокнистих плит (МДФ), натурального дерева або металу. Корпусні меблі можуть бути модульними, тобто які складаються з окремих модулів, які можна комбінувати різними способами, підлаштовуючи під розміри приміщення та потреби.